# Saison 1 de Bref.
Chronologie
Saison 2
La saison 1 de Bref. est diffusée entre le 29 août 2011 et le 12 juillet 2012 dans l'émission Le Grand Journal sur Canal+. Elle ne doit au départ compter que 40 épisodes, mais face au succès de la série, 42 autres sont finalement tournés.
Une saison 2 voit le jour treize ans après, en étant diffusée sur Disney+ à partir de février 2025.

## Épisodes

### Épisode 1:Bref. J'ai dragué cette fille
- Première diffusion : 29 août 2011
- Personnages principaux : Kyan Khojandi (« Je »), Alice David (« cette fille »), Kheiron (Kheiron), Keyvan Khojandi (le frère)
- Invités : Maud Bettina-Marie (Maud), Patrick Piard (Steve)
- Résumé : À la soirée de Maud, « Je » repère « cette fille » et demande aux différentes personnes présentes si elle a un copain, ce que ces derniers ne savent pas. « Je » se décide à aller l'aborder en lui racontant une blague à laquelle elle rigole, puis une deuxième à laquelle elle ne rigole pas car elle ne l'a pas comprise. Un homme s'approche de « cette fille », « Je » croit que c'est son copain donc il part. Il s'agit, en fait, de l'ami homosexuel de « cette fille » donc il revient et remarque qu'elle a un pop-corn sucré sur l'épaule. Se demandant comment le pop-corn s'est retrouvé là, « je » reçoit un texto de Kheiron, ami de « Je », qui les observe depuis le début à l'autre bout de la pièce, « BAISE-LAAAAAAAA », ce qui lui provoque un rire. « Cette fille » demande à « Je » pourquoi il rit et pris au dépourvu, il invente que sa mère est malade mais devant le regard interloqué de « cette fille », il précise qu'elle va mieux. « Cette fille » annonce à « Je » qu'elle va fumer et lui demande de l'accompagner. « Je », qui ne supporte pas la cigarette mais encore moins la solitude, accepte. Sur le chemin, elle se retourne en lui lançant un regard, « Je » se dit troublé, puis Kheiron lui fait un signe d'encouragement explicite. Après que « cette fille » lui a soufflé sept fois sa fumée dans le visage, elle lui demande enfin son numéro de téléphone, « Je » est satisfait. Mais elle précise que c'est pour Steve — son ami homosexuel — qui le lui a demandé toute la soirée. « Je », dégoûté, lui répond que depuis le début de la soirée, elle a un pop-corn sucré sur l'épaule. Le lendemain, « Je » reçoit un texto de Steve, il ne le lit pas et se recouche.
- Remarques : C'est le 1er épisode de la série, il rencontra un rapide succès sur les réseaux sociaux. Le regard lancé par Alice David à Kyan Khojandi avant qu'elle aille fumer, a également, pour certains, participé au succès critique de ce premier épisode[1].

### Épisode 2:Bref. Je remets tout à demain
- Première diffusion : 30 août 2011
- Personnage principal : Kyan Khojandi (« Je »)
- Invités : Yacine Belhousse (« Demain »), Bruno Muschio (« Jamais »)
- Résumé : « Je » promet souvent qu’il fera quelque chose (faire le ménage dans son appartement, remplir des papiers, s’occuper de son ordinateur, etc.), mais au moment de s’y mettre, il repousse toujours au jour suivant.
- Remarque : L’expression "remettre à demain" est ici personnifiée par l’apparition d’un nouveau personnage, « Demain » interprété par Yacine Belhousse, à qui « Je » remet toutes les tâches qu’il a à faire. « Demain » confie lui-même ces tâches à « Jamais » (autre personnage, interprété par Bruno Muschio).

### Épisode 3:Bref. Je me suis préparé pour un rendez-vous
- Première diffusion : 1er septembre 2011
- Personnages principaux : Kyan Khojandi (« Je »)
- Résumé : « Je » mets tellement de temps à se préparer à un rendez-vous galant qu'il arrive trop en retard.
- Remarque : À l'occasion de l'affaire Dominique Strauss-Kahn, une parodie de cet épisode fut réalisée par Les Guignols de l'info avec presque exactement les mêmes répliques. La marionnette de Dominique Strauss-Kahn y jouait donc le rôle de « Je ». Cette parodie fut diffusée le 11 octobre 2011[2] au même horaire qu'un épisode normal, lors d'une émission où Daniel Herzog, imitateur des Guignols, était l'invité du Grand Journal, la suite.

### Épisode 4:Bref. J'ai passé un entretien d'embauche
- Première diffusion : 5 septembre 2011
- Personnages principaux : Kyan Khojandi (« Je »)
- Invités : Lucien Maine (l'autre candidat), Rui Silva (le directeur)
- Résumé : « Je » cherche un emploi et passe un entretien d'embauche sans trop savoir pour quel travail il a postulé, ni si les mensonges sur son CV seront utiles.

### Épisode 5:Bref. J'ai fait un repas de famille
- Première diffusion : 7 septembre 2011
- Personnages principaux : Kyan Khojandi (« Je »), Marina Pastor (la mère), Éric Reynaud-Fourton (le père)
- Invités : Éric Laugérias (l'oncle), Axelle Bossard (la tante), Sarah-Lou Lemaître (Manuela), Waly Dia (Le mec de Manuela)
- Résumé : « Je » va à un repas de famille avec son frère, ses parents, son oncle vulgaire et sa tante. La soirée sera longue et surtout pleine de révélations.
- Remarque : De nombreuses références à cet épisode (et plus précisément à la séparation entre le père et la mère) seront faites ultérieurement dans la série.

### Épisode 6:Bref. J'ai traîné sur internet
- Première diffusion : 8 septembre 2011
- Personnages principaux : Kyan Khojandi (« Je »), Baptiste Lecaplain (Baptiste)
- Invités : Seb Mellia (« le mec qui revenait beaucoup de fois sur les photos »)
- Résumé : « Je » s'ennuie chez lui et va donc passer son temps sur Internet, entre Facebook, ses courriers électroniques et des sites pornographiques…
- Remarques : Comme dans beaucoup d'épisodes de la série, il est fait référence à Internet (car la série se veut un reflet de la vie des jeunes adultes des années 2010). Mais ici, il s'agit d'un épisode centré sur ce phénomène, avec notamment des allusions à Google, au courrier électronique, à Facebook, aux sites pornographiques et à Twitter. Cet épisode utilise le stop-motion lorsque les photos consultées par « Je » défilent à toute vitesse créant l’impression d’une image en mouvement.

### Épisode 7:Bref. Je joue de la guitare
- Première diffusion : 12 septembre 2011
- Personnages principaux : Kyan Khojandi (« Je »), Mikaël Alhawi (Ben), Bérengère Krief (Marla)
- Résumé : « Je » se met en tête d'apprendre à jouer de la guitare pour séduire les filles. Son ami Ben lui en vend une, mais les leçons s'annoncent difficiles…

### Épisode 8:Bref. J'ai vu un psy
- Première diffusion : 13 septembre 2011
- Personnages principaux : Kyan Khojandi (« Je »)
- Invités : David Salles (le psychiatre)
- Résumé : En voyant tous ses problèmes, une amie de « Je » lui conseille d'aller voir un psychologue. Les séances seront longues, silencieuses et coûteront 72 €.

### Épisode 9:Bref. J'ai recroisé cette fille
- Première diffusion : 15 septembre 2011
- Personnages principaux : Kyan Khojandi (« Je »), Alice David (« cette fille »)
- Résumé : « Je » refait des courses à la supérette quand il revoit « cette fille » qu'il avait vue à une soirée. Il est cependant plus embarrassé que ravi, car il n'est pas dans les meilleures conditions.

### Épisode 10:Bref. J'ai un plan cul régulier
- Première diffusion : 19 septembre 2011
- Personnages principaux : Kyan Khojandi (« Je ») ; Bérengère Krief (Marla)
- Résumé : « Je » couche régulièrement avec son amie Marla, à l'initiative de celle-ci.

### Épisode 11:Bref. Je suis comme tout le monde
- Première diffusion : 20 septembre 2011
- Personnages principaux : Kyan Khojandi (« Je »), Bérengère Krief (Marla)
- Résumé : Épisode sur les petites choses de la vie que la plupart des gens font (tousser à cause du chocolat en poudre du tiramisu, devoir renvoyer un courrier électronique après avoir oublié la pièce jointe dans le premier, souffler sur un aliment tombé par terre avant de le manger, etc.)

### Épisode 12:Bref. J'ai eu un job
- Première diffusion : 22 septembre 2011
- Personnages principaux : Kyan Khojandi (« Je »)
- Invités : David Marsais, Sixtine Aupetit
- Résumé : Malgré la tournure de l'entretien d'embauche de l'épisode 3, « Je » décroche un poste à l'intendance de la petite entreprise de photocopieurs. Il démissionne cependant rapidement, n'appréciant pas l'ambiance avec ses collègues.
- Remarque : L'épisode fait une référence à la série The Office, qui suit le quotidien d'un bureau : un papier avec écrit Dunder Mifflin, le nom de l'entreprise, est visible, dans la même typographie.

### Épisode 13:Bref. J'étais coincé dans un ascenseur
- Première diffusion : 26 septembre 2011
- Personnages principaux : Kyan Khojandi (« Je »)
- Résumé : "Je" propose à "cette fille" d'aller au cinéma, mais l'ascenseur de son lieu de travail se coince entre 2 étages.

### Épisode 14:Bref. Mes parents divorcent
- Première diffusion : 27 septembre 2011
- Personnages principaux : Kyan Khojandi (« Je »), Marina Pastor (la mère), Éric Reynaud-Fourton (le père)
- Invités : Éric Laugérias (oncle)
- Résumé : Pour calmer leurs relations tendues pendant leur divorce, « Je » se sent obligé de faire le messager entre ses parents.
- Remarque : cet épisode semble se dérouler pendant la durée de l’épisode 12 car « Je » est toujours employé.

### Épisode 15:Bref. Je suis allé faire les courses avec mon frère
- Première diffusion : 29 septembre 2011
- Personnages principaux : Kyan Khojandi (« Je »), Keyvan Khojandi (le frère)
- Invités : Alexis Macquart
- Résumé : « Je » a un frère, Keyvan qui est toujours là pour lui. Alors que « Je » est au supermarché avec son frère, il recroise son ex.

### Épisode 16:Bref. Je me suis bourré la gueule
- Première diffusion : 3 octobre 2011
- Personnages principaux : Kyan Khojandi (« Je »)
- Invités : Pénélope Bagieu
- Résumé : « Je » se réveille dans un lit qui n'est pas le sien, avec la gueule de bois. Il va progressivement se remémorer la soirée de la veille, et les raisons qui l'ont amené à boire.
- Remarque : « Je » serait bisexuel

### Épisode 17:Bref. Je suis allé à ce mariage
- Première diffusion : 4 octobre 2011
- Personnages principaux : Kyan Khojandi (« Je »)
- Invités : Éric Laugérias (l'oncle)
- Résumé : Lors du mariage d'un de ses cousins, « Je » raconte les clichés de ce qui peut arriver un mariage, si on omet l'adultère de la mariée.
- Remarque : Cet épisode comporte le plan le plus long de la série. Soit 14 secondes sans interruption d'un écran qui descend.

### Épisode 18:Bref. J'ai couché avec une flic
- Première diffusion : 5 octobre 2011
- Personnages principaux : Kyan Khojandi (« Je »)
- Invitée : Julia Duchaussoy (La flic)
- Résumé : « Je » accoste une jeune femme blonde à une boîte aux lettres. Lorsqu'elle vient chez lui, il découvre qu'elle est flic.
- Remarque : Le faux client bittorrent vu en gros plan affiche, entre autres fichiers en cours de téléchargement, "Bref.S0123E12.bref.j'ai.couche.avec.optimus.prime.xxx"

### Épisode 19:Bref. Mon pote s'est fait larguer
- Première diffusion : 10 octobre 2011
- Personnages principaux : Kyan Khojandi (« Je »), Mikaël Alhawi (Ben)
- Invités : Blanche Gardin (Katie)
- Résumé : « Je » tente de consoler Ben, un ami qui passe son temps à se disputer et rompre avec Katie, sa petite amie.

### Épisode 20:Bref. J'ai eu 47 minutes de retard
- Première diffusion : 12 octobre 2011
- Personnages principaux : Kyan Khojandi (« Je »)
- Invités : Xavier Clodon (le clochard), Alban Ivanov (le mec agressif)
- Résumé : « Je » a un rendez-vous avec « Cette fille » mais arrive avec 47 minutes de retard à cause de plusieurs incidents.
- Remarque : Lorsque « Je » parle du SDF, il dit : "J'ai croisé un mec avec trois chiens dégueulasses" mais, en réalité, le SDF n'a que deux chiens.

### Épisode 21:Bref. Je suis allé au supermarché
- Première diffusion : 14 octobre 2011
- Personnages principaux : Kyan Khojandi (« Je »)
- Invités : Patrick Piard (Pub Energy 3000)
- Résumé : « Je » va au supermarché et prend des produits qu'il n'avait même pas envisagé d'acquérir. Il en sort sans même le déodorant qu'il comptait acheter.

### Épisode 22:Bref. On a enterré Croquette
- Première diffusion : 20 octobre 2011
- Personnages principaux : Kyan Khojandi (« Je ») ; Bérengère Krief (Marla)
- Invités :
- Résumé : « Je » accompagne Marla qui enterre son chat, Croquette, qui vient de mourir.

### Épisode 23:Bref. Mon coloc a fait l'amour
- Première diffusion : 21 octobre 2011
- Personnages principaux : Kyan Khojandi (« Je »), Baptiste Lecaplain (Baptiste)
- Invités : Camille Starr (Anna), Maryline Gendre (la Pharmacienne)
- Résumé : « Je » a un colocataire, Baptiste. Celui-ci a une petite amie avec qui il n'a pas encore couché, et « Je » soutient donc son ami dans sa phase d'abstinence.

### Épisode 24:Bref. J'ai fait un rêve
- Première diffusion : 31 octobre 2011
- Personnages principaux : Kyan Khojandi (« Je »)
- Invités : Lucien Maine (l'autre canditat), Dat Dinh (Le Chinois), Sarah Lou Lemaitre (Manuela) Lucienne Soumah / Sidonie Blemont (Filles Energy 3000), Solal Forte ("Je" 15 ans)
- Résumé : Après une soirée arrosée, « Je » raconte son rêve qui contient des bribes et des plans de tout ce qu'il a pu raconter lors des précédents épisodes.
- Remarque : Patrick Poivey connu pour être la voix de Bruce Willis interprète son propre rôle.

### Épisode 25:Bref. J'ai fait un dépistage
- Première diffusion : 3 novembre 2011
- Personnages principaux : Kyan Khojandi (« Je »), Bérengère Krief (« Marla »)
- Invités :
- Résumé : Lors d'une nuit avec Marla, le préservatif de « Je » se perce. Il va donc, par précaution, faire un dépistage et attend les résultats en ayant peur qu'ils soient mauvais.

### Épisode 26:Bref. J'ai un pote à conditions générales
- Première diffusion : 10 novembre 2011
- Personnages principaux : Kyan Khojandi (« Je »), Dédo (Julien)
- Résumé : « Je » parle de son ami Julien, qui a tendance à ne pas dire toute la vérité, détectable quand il finit ses phrases par "Enfin...".

### Épisode 27:Bref. J'ai recouché avec mon ex
- Première diffusion : 14 novembre 2011
- Personnages principaux : Kyan Khojandi (« Je »)
- Invités : Juliette Tresanini (l'ex de « Je »)
- Résumé : « Je » contacte son ex, et finit par coucher avec elle… tout en apprenant qu’elle est en couple.

### Épisode 28:Bref. J'aime bien cette photo
- Première diffusion : 16 novembre 2011
- Personnages principaux : Kyan Khojandi (« Je »), Alice David (« Cette fille »), Mikaël Alhawi (Ben), Bérengère Krief (Marla), Kheiron, Keyvan Khojandi, Éric Reynaud-Fourton (le père)
- Invités : Blanche Gardin (Katie), Maud Bettina-Marie (Maud)
- Résumé : « Je » retrouve une photo d'une soirée. Tout l'épisode est centré sur cette photo, qui laisse penser à « Je » que « Cette fille » était, sans doute, intéressée par lui.
- Remarque : l’intégralité de l’épisode de déroule sur une seule image fixe qui grossit ou diminue constamment.

### Épisode 29:Bref. Je suis hypocondriaque
- Première diffusion : 21 novembre 2011
- Personnages principaux : Kyan Khojandi (« Je »)
- Invités :
- Résumé : « Je » raconte son quotidien d'hypocondriaque, prenant toutes les précautions nécessaires, et même parfois plus, pour ne pas tomber malade.

### Épisode 30:Bref. J'ai pas réussi à dormir
- Première diffusion : 22 novembre 2011
- Personnages principaux : Kyan Khojandi (« Je »)
- Résumé : « Je » s'est promis de se coucher tôt. Mais une fois dans son lit, impossible de trouver le sommeil.

### Épisode 31:Bref. Je suis allé au cinéma avec cette fille
- Première diffusion : 28 novembre 2011
- Personnages principaux : Kyan Khojandi (« Je »), Alice David (« cette fille »)
- Résumé : « Je » a réussi à inviter « cette fille » au cinéma. Comment s'y prendre pour conclure avec elle ?
- Remarque : Une image subliminale de la photo utilisé pour la couverture du DVD du film Black Swan est visible dans l'épisode.

### Épisode 32:Bref. Je sais pas dire non
- Première diffusion : 1er décembre 2011
- Personnages principaux : Kyan Khojandi (« Je »), Baptiste Lecaplain (Baptiste)
- Invités : David Salles (le psychiatre)
- Résumé : « Je » raconte son incapacité à dire non, qui le met parfois dans des situations inconfortables ou incongrues.

### Épisode 33:Bref. J'ai couché avec Émilie
- Première diffusion : 5 décembre 2011
- Personnages principaux : Kyan Khojandi (« Je »), Églantine Rembauville (Émilie)
- Invités : Solal Forte (« Je »)
- Résumé : « Je » rencontre par hasard Émilie, une femme dont il était amoureux dans sa jeunesse. Il prend rendez-vous et l'invite chez lui.
- Remarque : C’est le premier épisode qui présente l’enfance de « Je ».

### Épisode 34:Bref. J'ai fait un concert
- Première diffusion : 8 décembre 2011
- Personnages principaux : Kyan Khojandi (« Je »), Alice David (« Cette fille »), Mikaël Alhawi (Ben), Dédo (Julien), Kheiron, Keyvan Khojandi
- Invités : Blanche Gardin (Katie), Patrick Piard (Steve), Maud Bettina-Marie (Maud), Arnaud Lechien (le serveur)
- Résumé : « Je » maîtrise maintenant la guitare. Il donne son premier concert dans le café où il se rend régulièrement avec ses amis.
- Remarque : Cet épisode est la suite de « Je joue de la guitare » et se passe quelques jours après la fin de l’épisode. Dans la mesure où l’épisode 7 s’est déroulé pendant un an, il apparaît que les épisodes qui précédent l’épisode 34 ont eu lieu pendant cette durée.

### Épisode 35:Bref. J'ai monté un meuble
- Première diffusion : 13 décembre 2011
- Personnages principaux : Kyan Khojandi (« Je »), Baptiste Lecaplain (Baptiste)
- Résumé : « Je » décide d'acheter un meuble pour ranger ses vêtements. Un meuble en kit, qu'il doit donc monter lui-même.

### Épisode 36:Bref. J'ai dîné avec cette fille
- Première diffusion : 4 janvier 2012
- Personnages principaux : Kyan Khojandi (« Je »), Alice David (« Cette fille »)
- Invités : Arnaud Lechien (le serveur)
- Résumé : « Je » a invité « cette fille » au restaurant. Ils commencent une partie du « jeu le plus compliqué du monde : Pécho-moi si tu peux ».

### Épisode 37:Bref. J'y pense et je souris
- Première diffusion : 6 janvier 2012
- Personnages principaux : Kyan Khojandi (« Je »)
- Résumé : « Je » raconte un souvenir d'enfance qui le fait toujours sourire : rouler de nuit en voiture quand il pleut et regarder les lumières éclairer la route et le paysage.

### Épisode 38:Bref. J'ai voulu partir en vacances
- Première diffusion : 10 janvier 2012
- Personnages principaux : Kyan Khojandi (« Je »)
- Invités :
- Résumé : « Je » décide de partir en voyage à cause de la banalité de sa vie quotidienne mais reste finalement chez lui par manque de moyens.
- Remarque : on peut noter une référence à Big Bang Theory lorsque Baptiste frappe par précaution 3 fois avant d’entrer dans la chambre.
- Remarque : La marque « Brico 3000 » est une filière de « Énergie 3000 ».

### Épisode 39:Bref. J'ai déménagé
- Première diffusion : 12 janvier 2012
- Personnages principaux : Kyan Khojandi (« Je »), Keyvan Khojandi (le frère)
- Invités :
- Résumé : Baptiste n'étant pas vraiment impliqué dans les tâches ménagères, « Je » décide d'emménager dans l'appartement de son frère Keyvan qui s'apprête à aller habiter chez sa copine Maud. Mais au dernier moment, Keyvan décide de garder son appartement, obligeant « Je » à emménager chez son père, Baptiste ayant déjà trouvé un nouveau colocataire.

### Épisode 40:Bref. J'étais à côté de cette fille
- Première diffusion : 18 janvier 2012
- Personnages principaux : Kyan Khojandi (« Je »), Alice David (« Cette fille »)
- Résumé : Après les péripéties des précédents épisodes, « Je » parvient finalement à embrasser « Cette fille ». Cet épisode est le dernier de la première partie de la saison (et du volume 1 du DVD).

### Épisode 41:Bref. J'ai pris le métro
- Première diffusion : 24 janvier 2012
- Personnages principaux : Kyan Khojandi (« Je »)
- Invités : Lucien Maine (le lécheur de barre), Mathias Matty (le clochard), Arsen, Lucile Jaillant, Lâm Hua, Lenny M'bunga, Hamet Siby (les mendiants), Davy Mourier, Julien Guibert, Pierre Herbourg (les trois mecs malsains)
- Résumé : « Je » prend le métro tous les jours pour aller au travail. Il nous fait part des éléments du décor de ce transport en commun (clochards, mendiants, messages de prévention…).
- Remarque : Il est précisé au début de l'épisode que le tournage n'a pas pu se faire dans un vrai métro. La série a déjà eu plusieurs scènes se passant dans le métro parisien, mais cet épisode donnant une image très mauvaise du métro, la RATP n'a pas autorisé le tournage. La station s'appelle d’ailleurs "Censure-Sébastopol" au lieu de "Réaumur-Sébastopol". Le groupe de chanteurs présents au milieu de l'épisode fait référence au groupe de pop américain The Black Eyed Peas.

### Épisode 42:Bref. J'ai un nouvel appart.
- Première diffusion : 26 janvier 2012
- Personnages principaux : Kyan Khojandi (« Je »), Éric Reynaud-Fourton (le père), Alice David (« Cette fille »)
- Invités : Jean-François Cayrey (le plombier)
- Résumé : « Je » s'est, petit à petit, installé chez « Cette fille » jusqu'à y habiter réellement et déménager de chez son père. De premier abord, cette nouvelle vie dans un nouvel appartement ne lui convient pas et il commence à faire la liste des choses qui le dérangent.
- Remarque : C’est la dernière évocation des films pornographiques téléchargés illégalement par « Je ».

### Épisode 43:Bref. Je suis allé aux urgences
- Première diffusion : 31 janvier 2012
- Personnages principaux : Kyan Khojandi (« Je »)
- Invités : Grégoire Ludig (l'interne), Matthieu Pierret (le mec bourré), Nicolas Bernard (le fou), Anne-Sophie Girard (l'infirmière), Élisa Thuan (la vieille), Pascal Martin (le taxi)
- Résumé : « Je » s'étouffe en mangeant du poisson en pleine nuit. Il se rend donc aux urgences où il fait face à un personnel de santé surchargé ainsi qu'à des patients dont l'attitude l'angoisse. Cet environnement lui fait véritablement peur.
- Remarques : Cet épisode renvoie directement à l'épisode 29 où l'on apprend qu'il est hypocondriaque. On peut voir que l'interne écrit sur sa fiche "Ballibump", référence à un sketch de Kyan Khojandi : Le bizarre Noël de Ballibump.

### Épisode 44:Bref. Je me suis fait agresser
- Première diffusion : 2 février 2012
- Personnages principaux : Kyan Khojandi (« Je »), Bérengère Krief (Marla)
- Invités : Alban Ivanov (le lascar), Cassandre Blanche (la petite fille), Philippe Chaubet (le coach)
- Résumé : « Je » ressasse l'agression qu'il a subie lors de l'épisode 20 (Bref, j'ai eu 47 minutes de retard). Il a eu une légère altercation dans la rue avec une des frappes de son quartier qui le fouille, ne lui vole rien mais lui met une claque. Il n'ose pas répondre. Le visage de cet homme va l'obséder pendant des jours, ne lui faisant panser qu'à une chose : se venger.
- Remarque : cet épisode fait plusieurs références à d’autres œuvres 
  - La phrase « T’as pas mal ? » hurlé par l’entraîneur tiré de Rocky.
  - Le costume de catcheur imaginé par « Je » rappelle le costume de Jack Black dans le film Super Nacho.
  - Le plan final sur le visage de Alban Ivanov accompagné d’un rire diabolique est inspiré du dernier plan iconique du clip musical Thriller.

### Épisode 45:Bref. J'ai eu une panne
- Première diffusion : 6 février 2012
- Personnages principaux : Kyan Khojandi (« Je »), Alice David (« Cette fille »)
- Invités : Jean-Pierre Dauphin (le grand-père), Dan Bronchinson (le viking), Barthélémy Saurel (l'homme de Cromagnon), Lisa Wisznia (la copine de « Cette fille »), Sidonie Blemont, Lucienne Soumah (les filles Energy 3000)
- Résumé : « Je » est victime d'impuissance sexuelle au moment d'accomplir l'acte. Bien que cela ne repousse pas « Cette fille », il ne peut s'empêcher de songer aux moqueries qu'il subirait, ainsi qu'au déshonneur qui rejaillirait sur sa famille.

### Épisode 46:Bref. J'ai eu 30 ans
- Première diffusion : 8 février 2012
- Personnages principaux : Kyan Khojandi (« Je »), Alice David (« Cette fille »), Mikaël Alhawi (Ben), Dédo (Julien), Jonathan Cohen (Charles), Kheiron (Kheiron), Keyvan Khojandi (le frère), Baptiste Lecaplain (Baptiste)
- Invités : Stéphane Bak (le jeune)
- Résumé : « Je » a 30 ans : il pense à tout ce qu'il a aimé faire, ce qu'il va aimer faire, ce qui a vieilli, et ce qui le dépasse déjà.

### Épisode 47:Bref. Je suis vieille
- Première diffusion : 20 février 2012
- Personnages principaux : Kyan Khojandi (« Je »)
- Invités : Françoise Bertin (la vieille dame), Nathan Louranço (le petit-fils), Cédric Ben Abdallah (le fils), Yacine Belhousse (la solitude), Françoise Remont (Geneviève), Jean-Pierre Coustalat (Jean-Pierre), Bruno Muschio (« Jamais »).
- Résumé : « Je » rencontre une vieille dame dans un parc. C'est à son tour de nous parler de sa journée à la manière habituelle de « Je ». « Bref » se transforme donc en « Bon… alors, pour résumer ». La personnification de « La solitude » la suit partout jusqu'à ce que « Je » ne s'installe à côté d'elle pour démarrer la conversation.
- Remarques : Épisode auto-parodique, rempli d’auto-références aux premiers épisodes notamment par les formulations employées ou les situations dans lesquelles se met la vieille dame. Il fut particulièrement remarqué à sa première diffusion[3]. Lorsque le fils dit à la vieille dame « on se voit demain », le personnage incarné par Bruno Muschio qui représente « jamais » apparait.

### Épisode 48:Bref. Ma copine travaille dans un sex-shop
- Première diffusion : 24 février 2012
- Personnages principaux : Kyan Khojandi (« Je »), Alice David (« Cette fille »), Marina Pastor (La mère)
- Invités : Patrick Piard (Steve), Seb Mellia (Le collègue de « Cette fille »)
- Résumé : La copine de « Je » travaille dans un sex-shop. « Je » y vient la chercher et passe quelques minutes dans la boutique.
- Remarques : Lors des rediffusions, cet épisode fut interdit aux moins de dix ans.

### Épisode 49:Bref. Baptiste est Super Flippant
- Première diffusion : 27 février 2012
- Personnages principaux : Kyan Khojandi (« Je »), Baptiste Lecaplain (Baptiste)
- Résumé : Baptiste vient rendre visite à « Je » après une nouvelle rupture amoureuse. « Je » le sait : quand Baptiste est amoureux, il est super flippant, et a tendance à en faire beaucoup trop.
- Remarques : Clin d’œil au manga Nicky Larson : lorsque Baptiste tient un marteau sur lequel il y a marqué 3 000 t.

### Épisode 50:Bref. J'ai fêté le nouvel an
- Première diffusion : 5 mars 2012
- Personnages principaux : Kyan Khojandi (« Je »)
- Résumé : « Je » est invité à dix soirées à l'occasion de la fête du nouvel an, soirées qu'il visitera une par une.
- Remarques : Petits clins d’œil à Les Simpson, aux Very Bad Trip, American Beauty, The Game, Conan le Barbare, American History X. Il y a aussi un clin d'œil à l'épisode 41, Bref. J'ai pris le métro.

### Épisode 51:Bref. Mon frère a quelqu'un
- Première diffusion : 8 mars 2012
- Personnages principaux : Kyan Khojandi (« Je »), Alice David (« Cette fille »), Keyvan Khojandi (Keyvan)
- Invité : Maud Bettina-Marie (Maud)
- Résumé : « Je » apprend que son frère a rompu avec Maud, sa petite amie de longue date et connue pour organiser de grandes soirées chez elle toutes les semaines. Il tente néanmoins de les réconcilier en les invitant tous les deux dans son appartement, sauf que juste avant que Maud n'arrive, « Je » réalise que son frère a déjà rencontré quelqu'un, Marc.
- Remarques : Lorsqu'ils jouent au jeu de société Qui est-ce ?, « Je » demande si elle est alcoolique. Son frère répond non et « Je » baisse alors un visage qui se trouve être celui d'Amy Winehouse. Lorsque « Je » demande si elle dit « lol » dans la vraie vie. Son frère répond non et « Je » baisse alors un visage qui se trouve être celui de Émilie (personnage apparu dans l'épisode 33 : Bref. J'ai couché avec Émilie).

### Épisode 52:Bref. Je suis en couple
- Première diffusion : 13 mars 2012
- Personnages principaux : Kyan Khojandi (« Je »), Alice David (« Cette fille »), Romain Lancry (la liberté)
- Invités :
- Résumé : « Je » réalise que sa liberté s'envole petit à petit à cause de sa vie de couple.
- Remarque : Cet épisode s’étend sur une durée particulière (de l’épisode 12 jusqu’à cet épisode).

### Épisode 53:Bref. Y a des gens qui m'énervent
- Première diffusion : 19 mars 2012
- Personnages principaux : Kyan Khojandi (« Je »)
- Invités : Laurent Baffie, Bruno Salomone, Leïla Bekhti, Thomas Ngijol, Lorànt Deutsch, Tahar Rahim, Antoine de Caunes, Omar et Fred, Alexandre Astier, Jean-Christophe Hembert, Élie Semoun, Éric Judor, Frédéric Courant, Jamy Gourmaud, Florence Foresti, Marina Foïs, Michel Denisot, Yann Barthès, Michel Galabru, Chantal Lauby (dans leurs propres rôles)
- Résumé : « Je » se plaint des différents travers de certaines personnes qui l'énervent.
- Remarques : les invités ont un travers qui rappelle leur carrière personnelle :
  - Laurent Baffie fait référence au film Les Clefs de bagnole
  - Leïla Bekhti parle de shampoing et fait référence à l'Oréal dont elle est la nouvelle ambassadrice.
  - Lorànt Deutsch parle du métro parisien, en rapport avec son livre Métronome : l'histoire de France au rythme du métro parisien.
  - « Je » se voit offrir par Tahar Rahim, un « presse papier » car ce dernier l'a en double. Il s'agit en réalité d'un des César qu'il a obtenus pour son rôle dans Un prophète. Ensuite, « je » se débarrasse de ce « presse papier » en le donnant à Antoine de Caunes, car il sait qu'il va trouver quelqu'un à qui le redonner : c'est une référence au fait qu'Antoine de Caunes est le présentateur de la cérémonie des Césars depuis plusieurs années. Le plan suivant montre Omar Sy qui a effectivement reçu le César du meilleur acteur en 2012 pour Intouchables.
  - Omar et Fred s'autoparodient en passant leur temps au téléphone, en référence au Service après-vente des émissions.
  - Alexandre Astier et Jean-Christophe Hembert jouent sur leurs rôles respectifs dans la série Kaamelott.
  - Élie Semoun répond à une petite annonce douteuse, en références aux sketches Les Petites Annonces d'Élie.
  - Éric Judor répète à voix basse ce que lui dit son interlocuteur comme il le fait souvent dans H.
  - Frédéric Courant et Jamy Gourmaud s'auto-parodient en réinterprétant leurs rôles dans l'émission C'est pas sorcier.
  - Florence Foresti a, lors de la première diffusion télévisuelle de la série, effectivement moins de 40 ans. Elle y incarne, comme dans ses sketchs, une femme manquant de confiance sur son physique. Florence Foresti, par la suite, a aussi fait une parodie de la série avec Mélissa Theuriau en octobre 2012[4].
  - Marina Foïs a, lors de la première diffusion télévisuelle de la série, effectivement plus de 40 ans.
  - Chantal Lauby fait une référence à son rôle d'Odile Deray dans La Cité de la peur, avec sa réplique « non, je suis le pape, et j'attends ma sœur. »

### Épisode 54:Bref. J'ai aucune mémoire
- Première diffusion : 22 mars 2012
- Personnages principaux : Kyan Khojandi (« Je »), Alice David (Cette fille)
- Invités : Monsieur Poulpe (Fred Blanchard)
- Résumé : « Je » a oublié de racheter des cigarettes pour sa compagne. Il réalise alors qu'il lui arrive régulièrement d'oublier des choses dans la vie quotidienne : les aliments qu'il prépare, les noms des personnes…

### Épisode 55:Bref. Je m'appelle Éric Dampierre
- Première diffusion : 26 mars 2012
- Personnages principaux : Kyan Khojandi « Je »)
- Invités : Françoise Bertin (la vieille dame), Vérino (Stanley), Cyprien Iov, Norman Thavaud, Baptiste de 10 minutes à perdre, Issa Doumbia (d'autres Éric Dampierre), Davy Mourier
- Résumé : « Je » a un nouvel emploi : il fait du télé-marketing, et a pris le pseudonyme d'« Éric Dampierre », comme tous ses collègues. L'une des contraintes de ce métier est qu'il doit apprendre à utiliser toute une série stratégique de questions et remarques pour convaincre le client et atteindre son objectif de chiffre d'affaires. Cette stratégie finit par lui servir également dans la vie privée.

### Épisode 56:Bref. J'ai grandi dans les années 90
- Première diffusion : 29 mars 2012
- Personnages principaux : Kyan Khojandi (« Je »), Éric Reynaud-Fourton (Le père), et tous les autres acteurs habituels (sauf Marina Pastor) pour les personnages de la parodie de Hélène et les Garçons
- Invités : Eliott Parillaud (« Je » ado)
- Résumé : « Je » retrouve un carton avec des photos de son adolescence, l'occasion de replonger dans ses souvenirs de collège.
- Commentaire : Épisode où sont utilisées de très nombreuses références aux années 1990 en France dont : les cassettes audio, le walkman autoreverse, les verres Duralex, le téléphone S63, l'accès à Internet « payé à la minute », le film La Cité de la peur, le sac banane, la Game Boy, les images Panini, le portefeuille à fermetures en Velcro, la carte téléphonique, les Mickey Mystère, les billets en francs, l'émission de télévision Club Dorothée, la série télévisée Hélène et les Garçons (dont il est fait une parodie avec les acteurs de Bref.), les jeux vidéo sans sauvegarde, les disquettes, Tiffany-Amber Thiessen et les magazines vidéoludiques.

### Épisode 57:Bref. On était des gamins
- Première diffusion : 2 avril 2012
- Personnages principaux : Kyan Khojandi (« Je »), Alice David (« Cette fille »)
- Invités : Juliette Tresanini (l'ex de « Je »), Samuel Bousbib (« Je » enfant), Malonn Lévana (l'ex enfant)
- Résumé : « Je » se remémore quelques bons souvenirs de sa relation avec son ex-petite amie. Leurs jeux et leurs taquineries les rajeunissaient.
- Commentaire : Contrairement aux habitudes de réalisation de la série, cet épisode comporte de longues pauses d'un seul plan, illustrées par la musique d'Émilie Simon (ici Les amants du même jour).

### Épisode 58:Bref. C'était sa chanson préférée
- Première diffusion : 3 avril 2012
- Personnages principaux : Kyan Khojandi (« Je »), Alice David (« Cette fille »), Patrick Piard (Steve)
- Résumé : « Je » prépare une surprise pour « Cette fille », avec qui il connait quelques difficultés dans sa relation. Mais la surprise tourne mal et « Je » se retrouve à dîner avec Steve.

### Épisode 59:Bref. Mon père veut être jeune
- Première diffusion : 12 avril 2012
- Personnages principaux : Kyan Khojandi (« Je »), Éric Reynaud-Fourton (le père), Marina Pastor (la mère)
- Invités : Sarah-Lou Lemaître (Manuela), Julien Ramel (le réceptionniste), Martha Blasutig et Matyas Simon (le couple d'Allemands)
- Résumé : « Je » est agacé par son père, qui essaie d'agir comme un jeune. Cela leur permet de discuter de la relation qu'entretient ce dernier avec l'amour que « Je » ne comprend pas toujours.

### Épisode 60:Bref. Je suis un plan cul régulier
- Première diffusion : 16 avril 2012
- Personnages principaux : Bérengère Krief (Marla), Kyan Khojandi (« Je »)
- Invités : Bruno Sanches (l'ex de Marla), Marie Duchet (Marie)
- Résumé : Marla a une relation qu'elle ne parvient pas à définir avec « Je » : elle l'aime mais ne sait pas si ses sentiments sont réciproques. Elle en vient à penser qu'elle n'est qu'un plan cul régulier, sauf qu'elle ignore que « Je » s'est installé avec « Cette fille ».
- Commentaire : Cet épisode reprend les plans de l'épisode 10, Bref. J'ai un plan cul régulier, mais racontés du point de vue de Marla.

### Épisode 61:Bref. J'étais dans la merde
- Première diffusion : 19 avril 2012
- Personnages principaux : Bérengère Krief (Marla), Kyan Khojandi (« Je »), Alice David (« Cette fille »), Baptiste Lecaplain (Baptiste)
- Résumé : Marla et « Cette fille » se rencontrent, révélant toute une série de mensonges et de non-dits de « Je ». Il va donc devoir s'expliquer.
- Commentaire : Au début de l'épisode, la phrase : "Quand je suis content : je vomis" est tirée du film La Cité de la peur. C'est la deuxième fois qu'un morceau d'Émilie Simon est utilisé dans la série (Fleur de saison, de l'album Végétal).

### Épisode 62:Bref. J'étais toujours dans la merde
- Première diffusion : 23 avril 2012
- Personnages principaux : Bérengère Krief (Marla), Kyan Khojandi (« Je »), Alice David (« Cette fille »), Baptiste Lecaplain (Baptiste)
- Résumé : Marla et « Cette fille » demandent des explications à « Je » qui cherche un moyen d'éviter la discussion en pensant à autre chose.
- Remarque : Cet épisode, étant la suite directe du précédent, reprend le même thème musical, c'est-à-dire Fleur de saison d'Émilie Simon dont la musique est utilisée pour la troisième fois dans la série. Par ailleurs, un clin d'œil au film Scarface est réalisé dans cet épisode. Cet épisode est structuré comme une compilation de trois courts épisodes. Cet épisode brise le quatrième mur quand « Cette Fille » explique que « Je » peut réfléchir pendant des heures sur divers sujets.

### Épisode 63:Bref. J'ai fait un choix
- Première diffusion : 30 avril 2012
- Personnages principaux : Bérengère Krief (Marla), Kyan Khojandi (« Je »), Alice David (« Cette fille »), Redouanne Harjane (Le compteur de mensonges)
- Résumé : « Je » est contraint par Marla et « Cette fille » de faire un choix.
- Remarque : La posture de Marla et « Cette fille » est identique à celle de Vincent et Jules de Pulp Fiction. Par ailleurs, d’après Kyan Khojandi, cet épisode devait à l’origine montrer un combat de sabre entre les deux filles similaire à celui dans Kill Bill.

### Épisode 64:Bref. J'ai fait un dessin
- Première diffusion : 1er mai 2012
- Personnages principaux : Kyan Khojandi (« Je »), Marina Pastor (la mère)
- Résumé : En se replongeant dans ses souvenirs, à travers un dessin qu'il avait fait à 6 ans, « Je » prend conscience que sa mère cachait un secret…
- Remarque : Cet épisode est un clin d'œil à l'épisode 28 : Bref, j'aime bien cette photo.

### Épisode 65:Bref. J'ai un nouveau pote
- Première diffusion : 10 mai 2012
- Personnages principaux : Kyan Khojandi (« Je »), Jonathan Cohen (Charles)
- Résumé : « Je » a un de ses potes avec qui il partage de bons moments. Il en vient à le considérer comme un véritable ami, jusqu'au jour où il a des doutes sur sa fidélité en amitié.
- Remarque : il est fait mention de répliques issus des films Retour vers le futur, La Classe américaine et Wayne's World.

### Épisode 66:Bref. Mon frère est gay
- Première diffusion : 29 mai 2012
- Personnages principaux : Kyan Khojandi (« Je »), Keyvan Khojandi (Keyvan)
- Résumé : « Je » a appris que son frère s'est mis en couple avec un homme. C'est la surprise dans la famille et l'entourage. Alors que « Je » se pose des questions sur l'homosexualité de son frère, il réalise peu à peu qu'il est comme tout le monde.
- Commentaire : Cet épisode fait suite à l'épisode 51 et constitue à un clin d’œil à l'épisode 11.

### Épisode 67:Bref. J'ai perdu mes cheveux
- Première diffusion : 4 juin 2012
- Personnages principaux : Kyan Khojandi (« Je »)
- Résumé : « Je » a mis du temps avant de réaliser qu'il souffrait d'une légère calvitie, puis de l'assumer.

### Épisode 68:Bref. J'ai passé un coup de fil
- Première diffusion : 5 juin 2012
- Personnages principaux : Kyan Khojandi (« Je »)
- Résumé : « Je » téléphone à ses amis pour organiser une sortie cinéma. Mais à quatre au téléphone, les choses peuvent devenir confuses.

### Épisode 69:Bref. C'est la merde
- Première diffusion : 11 juin 2012
- Personnages principaux : Kyan Khojandi (« Je »), Alice David (« Cette fille »)
- Résumé : La routine s'est installée entre « Je » et « Cette fille », et le héros s'interroge sur ses sentiments. Il demande donc conseil à ses amis.

### Épisode 70:Bref. J'ai fait une connerie
- Première diffusion : 12 juin 2012
- Personnages principaux : Kyan Khojandi (« Je »), Alice David (« Cette fille »)
- Résumé : « Je » a trompé « Cette fille », c'est la première fois qu'il est infidèle. Il se demande s'il parviendra à passer outre sa culpabilité.
- Remarque : La musique utilisée au cours de la séquence au Bowling est le thème du Beau Danube bleu.

### Épisode 71:Bref. J'ai fait une soirée déguisée
- Première diffusion : 18 juin 2012
- Personnages principaux : Kyan Khojandi (« Je »), Mikaël Alhawi (Ben)
- Invité : Vérino
- Résumé : « Je » est invité à une soirée déguisée chez Maud. Il arrive en retard, mal déguisé, et la soirée va mal tourner.
- Remarque : Ben est déguisé en Moïse, personnage qu'il incarne (avec le même costume) dans la série Les Voisins du dessus.

### Épisode 72:Bref. J'ai fait une soirée déguisée (partie 2)
- Première diffusion : 21 juin 2012
- Personnages principaux : Kyan Khojandi (« Je »), Alice David (« Cette fille »)
- Invité : Jamel Debbouze
- Résumé : « Cette fille » veut faire une surprise à son petit-ami lors de la soirée déguisée chez Maud. Elle ne parvient pas à se faire comprendre, et la soirée va mal tourner.
- Remarque : L'histoire est raconté par "Cette fille" et non par "Je".

### Épisode 73:Bref. J'ai fait une soirée déguisée (partie 3)
- Première diffusion : 28 juin 2012
- Personnages principaux : Kyan Khojandi (« Je »), Alice David (« Cette fille »)
- Résumé : « Je » et « Cette fille » ont tous deux croisé un homme qui s'est invité à la soirée. Après avoir passé le temps, il a finalement provoqué les évènements qui ont changé la soirée.

### Épisode 74:Bref. J'ai fait une soirée déguisée (partie 4)
- Première diffusion : 2 juillet 2012
- Personnages principaux : Kyan Khojandi (« Je »), Alice David (« Cette fille »)
- Résumé : « Je » finit par craquer : toute la tension accumulée se relâche dans cette soirée, où il avoue tout à ses connaissances.
- Remarques : On apprend le prénom de « Cette fille ». Cet épisode marque un tournant dans la série, notamment en laissant « Je » parler directement à son entourage plutôt que de raconter son vécu par une narration. Ainsi l’action se passe en temps réel plutôt que d’être racontée comme si ces événements s’étaient produits dans le passé.

### Épisode 75:Bref. J'ai tout cassé
- Première diffusion : 3 juillet 2012
- Personnages principaux : Kyan Khojandi (« Je »), Bérengère Krief (Marla)
- Invités : Arnaud Cosson, Bruno Sanches, Oliver Rosemberg
- Résumé : « Je » quitte la soirée, et n'a plus qu'une envie, retrouver Marla. Il se lance donc dans une course à travers la ville pour la retrouver.

### Épisode 76:Bref. Je suis en mode survie
- Première diffusion : 4 juillet 2012
- Personnages principaux : Kyan Khojandi (« Je »)
- Résumé : Quand « Je » n'a plus beaucoup d'argent, il entre en mode « survie » : il économise sur tout et devient très prudent dans ses dépenses.

### Épisode 77:Bref. J'ai envoyé un texto
- Première diffusion : 5 juillet 2012
- Personnages principaux : Kyan Khojandi (« Je »)
- Résumé : « Je » veut envoyer un texto à une fille, mais le choix des mots s'avère ardu.

### Épisode 78:Bref. Je me suis réveillé à côté d'une fille
- Première diffusion : 9 juillet 2012
- Personnages principaux : Kyan Khojandi (« Je »)
- Résumé : « Je » se réveille dans un lit avec une fille. Il veut s'éclipser mais elle coince son bras, donc il doit manœuvrer pour se libérer sans la réveiller.

### Épisode 79:Bref. Je suis né
- Première diffusion : 10 juillet 2012
- Personnages principaux : Kyan Khojandi (« Je »)
- Résumé : Parmi des millions de spermatozoïdes, un seul a rejoint l'ovule. Ainsi est né « Je ».

### Épisode 80:Bref. J'ai fait une dépression
- Première diffusion : 11 juillet 2012
- Personnages principaux : Kyan Khojandi (« Je »)
- Résumé : « Je » se met à pleurer sans raison : il fait une dépression. Pendant trois mois, il se referme sur lui-même avant d'affronter ses problèmes.

### Épisode 81:Bref. Lui, c'est Kheiron
- Première diffusion : 12 juillet 2012
- Personnages principaux : Kyan Khojandi (« Je »), Kheiron (Kheiron)
- Résumé : « Je » a un ami, Kheiron, qui fait tout pour le pousser à coucher avec des filles et prendre ses relations avec détachement.
- Remarques : On apprend que Kheiron est un personnage virtuel (il est une projection de « Je »), ce qui donne un éclairage nouveau à plusieurs épisodes. On voit d'ailleurs réapparaître plusieurs autres personnes virtuels au moment où il promet à une fille qu'il va la rappeler : « Demain » (Yacine Belhousse), « Jamais » (Bruno Muschio), le compteur de mensonges (Redouanne Harjane) et « Liberté » (Romain Lancry).

### Épisode 82:Bref. Dernier épisode
- Première diffusion : 12 juillet 2012
- Personnages principaux : Kyan Khojandi (« Je »)
- Invités : Yannig Samot, Maxime Musqua, Laura Boujenah, Julien Donzé, Pierre Herbourg, Émilie Simon, Oldelaf, Shirley Souagnon, Adrien Ménielle, Jean Masini, Benjamin Renaut, Lucien Maine, Kevin Razy
- Résumé : « Je » traverse un parc. Il ignore que toutes les personnes présentes sont aussi dans leurs pensées.
- Remarques : Étant le dernier épisode de la saison, cette dernière se termine par un code morse renversé signifiant "Bref. Oui ou non ?". La toute dernière phrase de « Je » est "J'arrive au cinéma". Il a été tourné dans le square Saint-Lambert dans le 15e arrondissement de Paris.

## Épisodes spéciaux

### Teaser:Bref. J'ai croisé Michel Denisot
- Première diffusion : fin août 2011
- Personnages principaux : Kyan Khojandi (« Je »)
- Invités : Michel Denisot (lui-même)
- Résumé : « Je » croise Michel Denisot.
- Remarque : Teaser, annonçant la série, diffusé tout d'abord sur Internet.

### Bref. J'ai une voix off
- Sketch tourné dans le cadre du Golden Show #3 (Décembre 2011), reprenant le concept Bref. et en lien avec leur sketch Les maladies de l'audiovisuel, dans lequel Kyan Khojandi serait atteint de la maladie de la voix off.

### Bref. Le documentaire
- Première diffusion : 31 décembre 2011

Documentaire de 30 minutes réalisé par Olivier Montoro diffusé le 31 décembre 2011 sur Canal + lors de l'émission Bref. La spéciale,.

### Épisode hors-série:Bref. J'ai pas eu de croquettes
- Première diffusion : 28 février 2012
- Personnages principaux : Kyan Khojandi (voix off)
- Invités : acteurs du film The Artist
- Résumé : Auto-parodie tournée pour le sacre de Jean Dujardin et de The Artist aux Oscars 2012, narrant une journée du chien vedette de ce film, Jack interprété par Uggie.
- Remarques : La réalisation de cet épisode, qui se base uniquement sur des images du film, n'a été possible que grâce à l'autorisation de Michel Hazanavicius et Thomas Langmann, respectivement réalisateur et producteur.

### Bref. Nous sommes 2 millions
- Première diffusion : mars 2012

### Bref. Plans cul réguliers
- Première diffusion : en ligne le 22 avril 2012
- Remarques : Mise en parallèle des épisodes 10 (Bref. J'ai un plan cul régulier) et 60 (Bref. Je suis un plan cul régulier).